# Will Barcellos
Will Barcellos é um artista plástico nascido no Rio de Janeiro em 2 de agosto de 1975. Aos 14 anos de idade, Barcellos iniciou os estudos na Sociedade Brasileira de Belas Artes, onde teve seu primeiro contato com o pontilhismo, a técnica predominante em suas obras. Segundo uma entrevista realizada pela Dionísio Arte, Will conta que conheceu a técnica de Pontilhismo quando tinha apenas 15 anos. Ele havia ido a uma exposição realizada por alguns alunos na SBBA, quando deparou-se com uma obra que ilustrava uma mulher, foi surpreendido pois a pintura era composta por milhares de pontos. Ele ressalta, que foi neste momento em que ele obteve o contato mais intenso com a arte. Dentre suas inspirações, Will cita Lucien Freud, M.C. Hescher, Tamara de Lempicka, Gustav Klimt e Van Gogh.
Seus quadros apresentam, além do pontilhismo, outras técnicas como aquarela e aguadas de nanquim, passeando pelo realismo, surrealismo e combinações geométricas e psicodélicas. O artista venceu um concurso internacional e realizou exposições no Brasil e na Alemanha.
Em outubro de 2015, Will Barcellos venceu o concurso Brilliant Colours Influencer, organizado pela Staedtler da Alemanha.
Em 28 de junho de 2016, o artista mostrou o seu trabalho no quadro "Eu no Palco do Encontro" do programa Encontro com Fátima Bernardes.
Em 2019, Will Barcellos foi chamado para criar e expor quadros dos participantes da décima nona edição (2019) do reality show Big Brother Brasil ao longo do programa.

## Exposições
- No segundo semestre de 2015, a exposição "Desponto" esteve em exibição no Centro Cultural da UFSJ, Minas Gerais, Brasil.[8]
- A exposição "Ponto" ficou em cartaz na Galeria Altefeuerwache de 20 a 26 de maio de 2016 e posteriormente na Galeria Silencio de 27 de maio a 2 de julho de 2016, ambas na cidade de Colônia, Alemanha.[9][10]
- A exposição "Transe Sagrado", com curadoria de Carla de Oliveira e Deborah Anjos, reuniu obras do artista criadas nos últimos 6 anos e expostas pela primeira vez no Rio de Janeiro.[11] Foi realizada no Galpão Ladeira das Artes, no Cosme Velho, de 5 a 22 setembro de 2019.[12][13]